# Національне шосе 3 (М'янма)
Національне шосе 3 — одна з найважливіших автомагістралей центрально-східної М‘янми. Вона з'єднує Мандалай з Мусхе на кордоні з КНР.

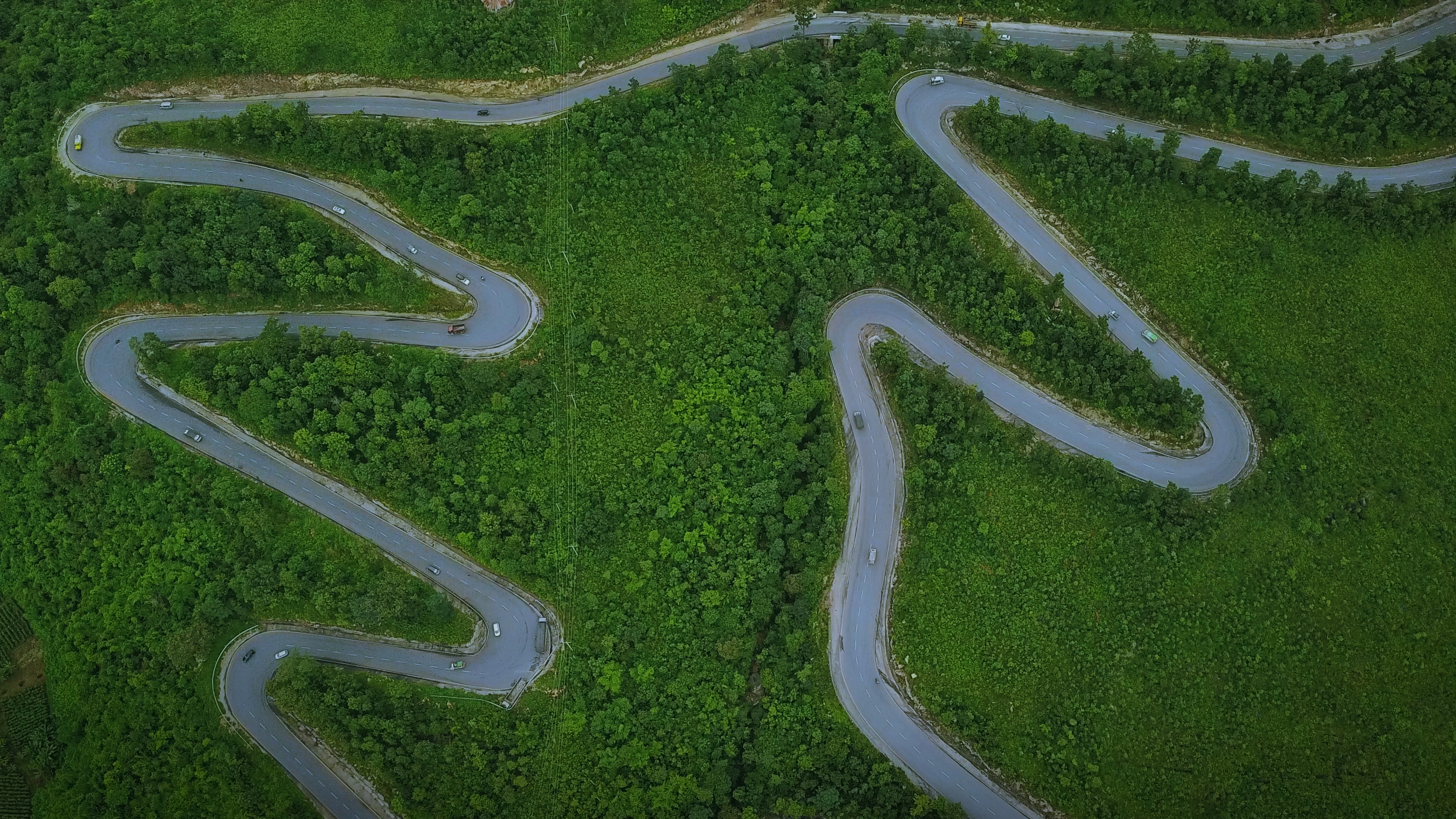
NH3 між Мандалаєм і Пінулвіном

До шосе доєднується Національне шосе 1 у Мандалаї, що йде з півдня. Спочатку воно йде у східному напрямку, поки не досягне північно-східного передмістя Мандалая, а потім оминає околиці міста, змінюючи напрямок на південь. Після руху в південно-східному напрямку на кілька кілометрів воно рухається переважно на північний схід. У Хсенві вона з'єднується з Національним шосе 34 на схід і продовжує рух на північ-північний схід, поки не досягне Музи, де з'єднується з Національним шосе 36 з південного заходу у точці 23°59′49″ пн. ш. 97°54′5″ сх. д. / 23.99694° пн. ш. 97.90139° сх. д..